# 吉岡勲
吉岡 勲（よしおか いさお、1914年3月23日 - 1993年5月4日）は、日本の歴史学者である。岐阜県の郷土史研究に従事。皇學館大学助教授。

## 来歴
北海道常呂郡常呂村（本籍岐阜県）に生まれる。岐阜縣立本巣中學校（現・岐阜県立本巣松陽高等学校）を経て1933年に岐阜縣師範學校を卒業し、岐阜県内の小学校教諭・訓導を経て、岐阜市立西郷小学校・早田小学校・長良小学校・金華小学校の校長を歴任。その間、岐阜県小中学校校長会理事や全国小学校長会理事、また岐阜県教育研究所次長や岐阜県史編集室長、あるいは岐阜大学や中部女子短期大学で非常勤講師もつとめた。
1974年に満60歳で教職を勇退した後、1976年に皇學館大学文学部講師、1978年に助教授になる。しかし脳血栓を煩い1979年に退職。

## 業績
岐阜市内の小学校教員として教育にあたるかたわら、岐阜県の郷土史研究に従事。師範学校時代、平泉澄の著書に接して啓発され、1934年に青々塾に入塾。生涯の師と仰ぐ。また、下呂出身で回天を発案、殉職した黒木博司少佐の伝記をまとめることにも精力を傾け、『黒木少佐を偲ぶ』『慕楠録』を経て『ああ黒木博司少佐』として完成、その抄録である『黒木少佐の面影』も著した。

## 受賞・受章歴
- 1972年　学制百年記念教育功労者
- 1978年　岐阜県芸術文化奨励
- 1979年　教育文化賞
- 1980年　岐阜県芸術文化顕彰
- 1985年　地域文化功労者表彰
- 1987年　勲五等双光旭日章

## 著書
- 『本巣郡に於ける近世社会』　本巣郡教育研究所、1952年
- 『岐阜県の歴史（上）』（阿部栄之助と共著） 大衆書房、1954年
- 『岐阜県の伝説』　大衆書房、1955年
- 『岐阜県の歴史（近世）』（阿部栄之助と共著） 大衆書房、1956年
- 『岐阜県の歴史（近代）』（阿部栄之助と共著） 大衆書房、1958年
- 『岐阜県に生きた人々』　大衆書房、1960年
- 『ふるさとの道岐阜県』　大衆書房、1966年
- 『鵜沼の歴史』（栗木謙二と共著） 「鵜沼の歴史」刊行会、1966年
- 『粥川の歴史と家譜』（共著） 私家版、1968年
- 『岐阜県史への開眼』　大衆書房、1969年
- 『岐阜県の歴史的表情』　大衆書房、1971年
- 『七十八のほとけ』　教育出版文化協会、1974年
- 『ふるさと糸貫の歴史』　糸貫町、1977年
- 『岐阜県人』　新人物往来社、1977年
- 『生きている民俗探訪岐阜』　第一法規出版、1978年
- 『ああ黒木博司少佐』　教育出版文化協会、1979年
- 『郷土歴史人物事典　岐阜』（編著） 第一法規出版、1980年
- 『神道大系　神社編　美濃・飛騨・信濃』（校注） 神道大系編纂会、1983年
- 『岐阜市史の扉をひらいて』　大衆書房、1984年
- 『目で見る岐阜市民の100年』　郷土出版社、1984年
- 『著作ならびに関繋書目』　私家版、1985年
- 『道遙けく　一郷土史学徒のあゆみ』　大衆書房、1986年
- 『恩師の道を仰いで』　郷土出版社、1986年
- 『図説岐阜の歴史』　郷土出版社、1986年
- 『岐阜県史の視座』　郷土出版社、1987年
- 『岐阜県歴史年表』（編著） 郷土出版社、1988年
- 『山崎闇斎美濃国の門流』　岐阜郷土出版社、1990年
- 『吉岡勲先生遺稿撰集　岐阜県地方史研究の巨星』　吉岡勲先生遺稿撰集編集委員会、1994年
- 『青薫子摘録　吉岡勲先生の歩み』（吉岡勲の日記をもとに村瀬一郎が編集） 私家版（吉岡正行発行）、1995年

その他、自治体史編纂に多数関わる